# Уничтожение Гуторова
Уничтожение Гуторова — карательная операция, совершённая «группой Шмидта» под руководством коллаборационистов Василия Тараканова и Фёдора Зыкова в деревне Гуторово в Ярцевском районе Смоленской области, по своим масштабам получила второе название — «Ярцевская Хатынь»

## История
До войны в деревне было около 90 домов,  а в колхозе «Заря» трудилось свыше 400 человек. В хозяйстве насчитывалось 100 дойных коров и 85 рабочих лошадей, были свиноферма и овцеферма. В каждой семье было по 10-11 детей. Во время оккупации возле деревни действовали вадинские партизаны, жители активно с ними сотрудничали, снабжали едой и информацией, лечили раненых и укрывали от карательных отрядов. 15 февраля 1943 года в деревне Гуторово были уничтожены 147 мирных жителей — женщин, стариков, детей. Их расстреляли и сожгли за оказание помощи вышедшим из окружения партизанам 2-й Вадинской партизанской бригады. Каратели пришли в полдень и сразу направились в избы, чтобы посмотреть, сколько народу в деревне. В каждом доме было около 25 человек . Большинство жителей были расстреляны в домах. Детей убивали на глазах родителей, некоторых из них вырывали из рук матерей и бросали в огонь, одну из матерей хотели заставить тащить сани с оружием в немецкий штаб, однако из-за горя она бросилась в огонь, где погиб её ребёнок, в конце деревню сожгли. Уроженец деревни Фёдор Русаков после демобилизации решил вернуться домой, но вместо этого он заметил, что деревни нет, во время трагедии у него погибла мать и племянники.

## Организаторы операции

### Василий Дмитриевич Тараканов
Тараканов родился в посёлке Купанское Ярославской области. Жил один, друзей не имел, с соседями не общался. Разводил гусей, у него их всегда было по 40-50 штук, по 5 разных пород. Своих гусей он возил на выставки, получал за них награды.
К началу войны поступил на службу в РККА, дослужился до старшего лейтенанта, сдался в плен в конце 1941 года, а в 1942 году вошёл в качестве ротного в личный состав отрядов «группы Шмидта». Рота Тараканова отличалась особой жестокостью. У карателей был свой почерк: они расстреливали людей прямо в избах. Сначала убивали взрослых на глазах у детей, потом добивали малышей. Тараканов восхищал коллег редкой меткостью выстрелов — на спор попадал в глаз женщине или ребёнку.
Тараканов также участвовал в карательных операциях в Клетнянском районе Брянской области в деревнях Неделька, Озерцо, Альшанка. За свои действия был награждён тремя немецкими медалями.
В конце 1943 года перебежал к советским солдатам, которым он выдал себя за окруженца.
Тараканов получил советские награды, такие, как медаль «20 лет Победы в Великой Отечественной войне 1941—1945» и «50 лет Вооружённых сил СССР».
К концу 1980-х был разоблачён и расстрелян в 1988 году.

### Фёдор Иванович Зыков
Уроженец Калининской области. До войны был комсомольским активистом и заседателем народного суда. Воевал в Белоруссии в 1941 году. Осенью того же года попал в плен. После этого перешёл на сторону немцев, вошёл в состав «Группы Шмидта». Воевал в роте В. Тараканова.
Зыков лично пытал захваченных партизан. Известен он также пыткой семнадцатилетнего партизана Александра Прудникова, он отрубил стопы и кисти рук, также ножом отрезал уши, нос, язык, вырезал на теле звезды и выколол глаза.
При освобождении Смоленщины отступал вместе с частями вермахта. Прошёл обучение в спецшколе в городе Летцен и в составе 50 власовских офицеров был направлен на службу в концлагерь Освенцим.
В мае 1945 года советским войскам назвался военнопленным, проведшим в немецком лагере 3 года. После проверки был демобилизован. Устроился работать на гармонную фабрику Вышнего Волочка.
Фёдора Зыкова, как и его сообщника Тараканова, судил военный трибунал Московского военного округа. Смертный приговор был оглашён 5 мая 1989 года. В 1990 году был расстрелян.

## Память
На месте трагедии был поставлен мемориал с именами погибших в нём людей.